# Ferrières-Haut-Clocher
Ferrières-Haut-Clocher es una comuna francesa situada en el departamento de Eure, en la región de Normandía.

## Demografía
| 229 | 235 | 223 | 391 | 569 | 760 | 1162 |
| Para los censos de 1962 a 1999 la población legal corresponde a la población sin duplicidades (Fuente: INSEE [Consultar]) |     |     |     |     |     |      |